# Архипова, Александра Сергеевна
Александра Сергеевна Архипова (род. 23 декабря 1976, Москва) — российский социальный антрополог, фольклористка, преподавательница. Кандидат филологических наук.

## Биография
Родилась 23 декабря 1976 года в Москве. Окончила лицей № 1525 «Воробьёвы горы».
В 2000 году окончила филологическое отделение историко-филологического факультета Российского государственного гуманитарного университета (РГГУ) по специальности «филология».
С 1999 года — директор гуманитарного отделения Летней экологической школы.
В 2000—2003 годах работала лаборанткой в Институте высших гуманитарных исследований РГГУ. Позднее стала доцентом в Центре типологии и семиотики фольклора РГГУ. Читала в РГГУ лекции по общей фольклористике и филологии.
В 2003 или 2004 году стала кандидатом филологических наук (специальность «фольклористика»), защитив в РГГУ диссертацию по теме «Анекдот и его прототип: генезис текста и формирование жанра». Научный руководитель — Сергей Неклюдов.
С 2005 года состоит в редколлегии серии «Антропология/Фольклор» издательства ОГИ.
В 2010—2011 годах стажировалась в Исследовательском центре Восточной Европы при Бременском университете по стипендиальной программе Фонда Александра фон Гумбольдта.
В 2013—2022 годах — старшая научная сотрудница Школы актуальных гуманитарных исследований РАНХиГС, руководительница исследовательской группы «Мониторинг актуального фольклора».
По состоянию на 2020 год являлась приглашённым профессором Совместного бакалавриата РЭШ и ВШЭ.
Бывший старший научный сотрудник Центра исследования фольклора и антропологии города (ЦИФАГ) Московской высшей школы социальных и экономических наук.
Печатается в издании Arzamas. Принимает участие в передачах программы «Археология» на Радио «Свобода». Принимала участие в подкасте «Что случилось» издания Meduza.
Ведёт Telegram-канал «(Не)занимательная антропология».
26 мая 2023 года Министерством юстиции России внесена в список физических лиц — «иностранных агентов».

## Научная деятельность
Область научной деятельности — советский и современный политический фольклор. Участвовала в проектах «Антропология денег в России» и «Советский политический фольклор». Принимала участие в экспедициях на Русский Север, в Монголию, Казахстан и Сибирь.

## Разоблачение Анны Коробковой
С осени 2022 года на Архипову было подано 7 доносов от имени «Анны Коробковой». Архипова заинтересовалась личностью доносчицы и два года собирала информацию о ней. В конце 2024 года ей удалось выяснить, что за личностью «Анны Коробковой» скрывался Иван Абатуров, которого Архипова охарактеризовала как «озлобленного аспиранта-неудачника со сталинистскими взглядами».

## Премии и награды
В 2020 году вместе с Анной Кирзюк стала лауреатом публицистической премии «ЛибМиссия» в номинации «Аналитика» за самую удачную книгу о текущем общественно-политическом процессе — «за книгу "Опасные советские вещи. Городские легенды и страхи в СССР"».

### Книги
- Поэзия в казармах. Русский солдатский фольклор (из собрания «Боян» Андрея Бройдо, Джаны Кутьиной и Якова Бройдо) /сост. и ред. М. Л. Лурье; [науч. ред. А. С. Архипова]. — М.: ОГИ, 2008. — 568 с. — ISBN 9785942824563.
- Архипова А. С., Мельниченко М. А. Анекдоты о Сталине: тексты, комментарии, исследования. — М.: ОГИ, 2011. — 400 с. — ISBN 9785942824969.
- Архипова А. С. Штирлиц шел по коридору: как мы придумываем анекдоты. — М.: РГГУ, 2013. — 164 с. — ISBN 9785728113539.
- Архипова А. С. Радио ОБС, птица Обломинго и другие языковые игры в современном фольклоре. — М.: Форум, 2015. — 172 с. — ISBN 9785911349837.
- Архипова А. С., Кирзюк А. А. Опасные советские вещи: городские легенды и страхи в СССР. — М.: Новое литературное обозрение, 2019. — 536 с. — ISBN 9785444813485.

### Статьи
- Архипова А. С. О «денежном мифе» // Живая старина. — 1999. — № 4. — С. 53.
- Архипова А. С. Анекдот в зарубежных исследованиях XX века // Живая старина. — 2001. — № 4. — С. 30—31.
- Архипова А. С. О летающих охотниках и черте верхом на ките // Живая старина. — 2002. — № 2. — С. 58.
- Архипова А. С. Из чего же сделаны мальчики? // Живая старина. — 2002. — № 4. — С. 58.
- Архипова А. С. Юбилей без «старомодности» (к 70-летию Алана Дандеса) // Живая старина. — 2004. — № 4. — С. 51.
- Бинстед К., Ричи Г., Архипова А. С., Козьмин А. В. Автоматическое порождение каламбурных загадок // Московский лингвистический журнал. — 2004. — Т. 8, № 1. — С. 145—210.
- Архипова А. С. Памяти Алана Дандеса // Живая старина. — 2005. — № 2. — С. 61.
- Korotayev A., Berezkin Y., Kozmin A., Arkhipova A. Return of the white raven: postdiluvial reconnaissance motif A2234.1.1 reconsidered (англ.) // Journal of American Folklore. — 2006. — Vol. 119, no. 472. — P. 203—235, 253—254.
- Архипова А. С., Кротов Б. Л. Речь Л. И. Брежнева: материал для анекдотов и семиотический объект // Живая старина. — 2006. — № 1. — С. 32—35.
- Козьмин А. В., Давлетшин А. И., Архипова А. С. К юбилею Ю. Е. Березкина // Живая старина. — 2006. — № 4. — С. 50.
- Неклюдов С. Ю., Архипова А. С. Фольклор на асфальте // Живая старина. — 2007. — № 3. — С. 2—3.
- Архипова А. С., Мельниченко М. А. Почему Ленин носил ботинки, а Сталин — сапоги? // Живая старина. — 2007. — № 4. — С. 20—23.
- Архипова А. С. От ритуала к насилию: выборы Путина в анекдотах // Pro et Contra. — 2007. — С. 17.
- Архипова А. С. ФСБ против анекдотов // Pro et Contra. — 2007. — С. 2.
- Архипова А. С. Разыскивается злой колдун // Живая старина. — 2008. — № 3. — С. 20—23.
- Архипова А. С. «Цари-избавители» и операции ГПУ // Живая старина. — 2008. — № 3. — С. 47—50.
- Архипова А. С. Традиции и новации в анекдотах о Путине // Антропологический форум. — 2009. — № 10. — С. 181—251.
- Архипова А. С., Мельниченко М. А. Ранние анекдоты о Сталине: материалы к систематизированному собранию (1925—1940) // Вестник РГГУ. Серия: История. Филология. Культурология. Востоковедение. — 2009. — № 9. — С. 271—352.
- Архипова А. С., Неклюдов С. Ю. Фольклор и власть в закрытом обществе // Новое литературное обозрение. — 2010. — № 1 (101). — С. 84—108.
- Архипова А. С. Последний «Царь-избавитель»: советская мифология и фольклор 20—30 годов XX в. // Антропологический форум. — 2010. — № S12. — С. 1—30.
- Архипова А. С. Семиотические способы создания преграды для духов // Живая старина. — 2011. — № 1. — С. 53—55.
- Новик Е. С., Лурье М. Л., Архипова А. С., Козьмин А. В., Петров Н. В. К юбилею Сергея Юрьевича Неклюдова // Живая старина. — 2011. — № 1. — С. 64—65.
- Архипова А. С. Пантофлевая почта — еврейский телеграф — сарафанное радио — агентство ОБС: устный речевой жанр в поисках самоназвания // Вестник РГГУ. Серия: История. Филология. Культурология. Востоковедение. — 2011. — № 9 (71). — С. 58—73.
- Архипова А. С. Анекдоты о Путине и выборах 10 лет спустя, или есть ли фольклор «снежной революции»? // Антропологический форум. — 2012. — № S16. — С. 208—252.
- Архипова А. С., Фрухтманн Я. «Приманю деньги быстро и дешево»: денежная магия в современной России // Антропологический форум. — 2013. — № S18. — С. 134—190.
- Архипова А. С., Петров Н. В. Малые жанры — большому ученому: учителю и другу // Антропологический форум. — 2014. — № 21. — С. 147—150.
- Архипова А. С., Алехандрес М. Политический юмор острова свободы: что кубинцы рассказывают о Фиделе Кастро // Антропологический форум. — 2014. — № 21. — С. 192—251.
- Алексеевский М. Д., Арутюнов С. А., Архипова А. С., Володина Т. В., Гулд Р., Доронин Д. Ю., Дробижева Л. М., Касаткина А. К., Колосова В. Б., Кузнецов И. В., Мищенко Д. Ф., Неклюдов С. Ю., Новик А. А., Пироговская М. М., Строганов М. В., Тишков В. А., Топорков А. Л., Трубина Е. Г., Харитонова В. И., Эделе М. и др. Мониторинг научной жизни антропологического сообщества (2015 г.) // Антропологический форум. — 2015. — № 25. — С. 193—269.
- Архипова А. С., Радченко Д. А. Событие и общественное мнение: мониторинг актуальных городских текстов // Шаги / Steps. — 2015. — Т. 1, № 1. — С. 223—231.
- Архипова А. С., Радченко Д. А. Newsrole в советском и постсоветском пространстве: от составителей // Антропологический форум. 2016. № 31. С. 115—118.. — 2016. — № 31. — С. 115—118.
- Архипова А. С. Как убить шамана, или зачем женщине штаны? // Вестник РГГУ. Серия: История. Филология. Культурология. Востоковедение. — 2016. — № 12 (21). — С. 49—64.
- Архипова А. С., Кирзюк А. А. Лайк, репост, арест: фольклор под судом вчера и сегодня // Шаги / Steps. — 2016. — Т. 2, № 4. — С. 251—264.
- Архипова А. С., Радченко Д. А., Титков А. С. «Наш ответ Обаме»: логика символической агрессии // Этнографическое обозрение. — 2017. — № 3. — С. 113—137.
- Архипова А. С. Простые мифологические вещи (к юбилею Ю. Е. Берёзкина) // Живая старина. — 2017. — № 2 (94). — С. 58.
- Архипова А., Михайлик Е. Опасные знаки и советские вещи // Новое литературное обозрение. — 2017. — № 1 (143). — С. 130—153.
- Архипова А., Кирзюк А., Титков А. Чужие отравленные вещи // Новое литературное обозрение. — 2017. — № 1 (143). — С. 154—166.
- Arkhipova A., Doronin D., Iougai E., Kirziouk A., Radtchenko D., Titkov A., Volkova A., Guichard B. Légitimation et disqualification par l'histoire dans les manifestations de rue en Russie (2011—2016) (фр.) // Le Mouvement Social. — 2017. — No 260. — P. 129—148.
- Архипова А. С., Доронин Д. Ю., Кирзюк А. А., Радченко Д. А., Соколова А. Д., Титков А. С., Югай Е. Ф. Война как праздник, праздник как война: перформативная коммеморация Дня Победы // Антропологический форум. — 2017. — № 33. — С. 84—122.
- Архипова А. С., Кирзюк А. А., Югай Е. Ф. Скрыть опасное имя: поэтика политической формулы // Вестник РГГУ. Серия: История. Филология. Культурология. Востоковедение. — 2017. — № 12 (33). — С. 102—119.
- Архипова А. С., Белянин С. В., Кирзюк А. А., Козлова И. В., Радченко Д. А., Югай Е. Ф. Жизненный цикл мема ... в чайках, бакланах и уточках // Искусство кино. — 2018. — № 1—2. — С. 300—312.
- Архипова А. С., Кирзюк А. А., Югай Е. Ф. «Мужик»: от товарища к товару // Искусство кино. — 2018. — № 3—4. — С. 33—43.
- Архипова А. С., Радченко Д. А., Титков А. С., Козлова И. В., Югай Е. Ф., Белянин С. В., Гаврилова М. В. «Переброска митинга»: Интернет в протесте и протест в Интернете // Мониторинг общественного мнения: экономические и социальные перемены. — 2018. — № 1 (143). — С. 12—35.
- Радченко Д. А., Архипова А. С. Укроп и ватник: «язык вражды» российско-украинского конфликта как нападение и защита // Ab Imperio. — 2018. — № 1. — С. 191—220.
- Архипова А. С. Красная пленка, черные очки и всевидящее око // Фольклор и антропология города. — 2018. — Т. 1, № 1. — С. 130—152.
- Архипова А. С., Радченко Д. А. О неизбежности городской легенды в нашей жизни // Фольклор и антропология города. — 2018. — Т. 1, № 1. — С. 14—17.
- Архипова А. С., Радченко Д. А., Кирзюк А. А., Белянин С. В., Доронин Д. Ю., Югай Е. Ф. О чем мы на самом деле шутим: количественный анализ анекдотов 2017 года // Фольклор и антропология города. — 2018. — Т. 1, № 1. — С. 180—202.
- Зислин И., Радченко Д. А., Архипова А. С. «Лучшие диагносты — полицейские»: Иосиф Зислин о «языках описания» в клинической психиатрии и антропологии: интервью // Фольклор и антропология города. — 2018. — Т. 1, № 1. — С. 217—223.
- Архипова А. С., Зислин И. Похороны мыла: легенды и реальность Холокоста // Фольклор и антропология города. — 2019. — Т. 2, № 1—2. — С. 146—163.
- Радченко Д. А., Архипова А. С., Белянин С. В., Гаврилова М. В., Козлова И. В., Кирзюк А. А. Анекдот — территория (не)согласия: рейтинг общественного внимания 2018 года // Фольклор и антропология города. — 2019. — Т. 2, № 1—2. — С. 316—327.
- Архипова А. С., Козлова И. В., Гаврилова М. В. Кричать нельзя молчать: горе как акт протеста или лояльности // Фольклор и антропология города. — 2019. — Т. 2, № 1—2. — С. 82—121.
- Архипова А. С., Радченко Д. А. Память и забвение в городах // Фольклор и антропология города. — 2019. — Т. 2, № 1—2. — С. 9—11.
- Архипова А. С., Гаврилова М. В., Козлова И. В. Защитник хрущевки, его речь и его плакат: дискурс и этнография антиреновационного протеста в Москве // Фольклор и антропология города. — 2019. — Т. 2, № 3—4. — С. 294—331.
- Arkhipova A., Brodie I. When rumours fly like helicopters: an international conspiracy «language» for the new reality? (англ.) // Social Anthropology. — 2020. — Vol. 28, no. 2. — P. 223—22.
- Arkhipova A., Radchenko D., Kirzyuk A. “Our shmuck”: Russian folklore about american elections (англ.) // Journal of American Folklore. — 2020. — Vol. 133, no. 530. — P. 452—470.
- Архипова А. С., Радченко Д. А., Козлова И. В., Пейгин Б. С., Гаврилова М. В., Петров Н. В. Пути российской инфодемии: от WhatsApp до Следственного комитета // Мониторинг общественного мнения: экономические и социальные перемены. — 2020. — № 6 (160). — С. 231—265.
- Архипова А. С., Кирзюк А. А., Югай Е. В. Рожки да ножки: ритуал разрывания связи между животным и его хозяином от традиционной деревни до позднесоветского периода // Вестник Сургутского государственного педагогического университета. — 2020. — № 6 (69). — С. 106—112.
- Архипова А. С., Захаров А. В., Козлова И. В. Этнография протеста: кто и почему вышел на улицы в январе—апреле 2021 года? // Мониторинг общественного мнения: экономические и социальные перемены. — 2021. — № 5 (165). — С. 289—323.
- Архипова А. С. Берегись покемонов: символическое сопротивление новой медицинской реальности в российских социальных сетях // Неприкосновенный запас. Дебаты о политике и культуре. — 2021. — № 6 (140). — С. 97—125.
- Архипова А. С., Пейгин Б. С. Министерство правды: как российское правительство борется со слухами в эпоху коронавируса // Шаги / Steps. — 2021. — Т. 7, № 4. — С. 124—150.
- Архипова А. С. Елена Сергеевна и Гирц, которого мы наконец поняли // Фольклор: структура, типология, семиотика. — 2021. — Т. 4, № 2. — С. 101—102.
- Неклюдов С. Ю., Николаев Д. С., Петров Н. В., Коровина Е. В., Архипова А. С. К юбилею Юрия Евгеньевича Березкина // Фольклор: структура, типология, семиотика. — 2021. — Т. 4, № 4. — С. 133—140.
- Кирзюк А. А., Архипова А. С., Гаврилова М. В., Козлова И. В., Белянин С. В. Предки против порядка: две модели Бессметного полка // Этнографическое обозрение. — 2023. — № 2. — С. 153—175.
- Кирзюк А. А., Архипова А. С. «Обмыть» «проставиться»: советские ритуалы редистрибуции благ // Мониторинг общественного мнения: экономические и социальные перемены. — 2023. — № 2 (174). — С. 327—349.
- Архипова А. С., Радченко Д. А., Бондарьков С. В., Гаврилова М. В., Лощиц И. В., Петров Н. В., Пейгин Б. С. Фейк или правда? Как люди распространяют и проверяют слухи онлайн // Мониторинг общественного мнения: экономические и социальные перемены. — 2023. — № 4 (176). — С. 102—123.

### Интервью
- «У Путина онтологическая война с Западом». Большой разговор с антропологом Сашей Архиповой на YouTube-канале «Это Осетинская!» (6 августа 2024)
- Александра Архипова: «Кто такие русские? Кто ест «Оливье» на YouTube-канале «Скажи Гордеевой» (4 февраля 2025)